# Высшие Ольшаны

Высшие Ольшаны (укр. Вищі Вільшани) — село,
Тростянецкий сельский совет,
Полтавский район,
Полтавская область,
Украина.
Код КОАТУУ — 5324086203. Население по переписи 2001 года составляло 37 человек.

## Географическое положение
Село Высшие Ольшаны находится на расстоянии в 1 км от села Судиевка и в 1,5 км от села Малый Тростянец.
По селу протекает пересыхающий ручей.